# Gilles Ségal
Gilles-Ségal (13 de enero de 1929 - 11 de junio de 2014) fue un actor y dramaturgo francés. Actuó en más de sesenta películas desde 1954. Nació en Fălticeni, Rumania. Entre sus papeles más notables es el de uno de los participantes del atraco en Topkapi de Jules Dassin.

## Filmografía
| Año  | Título                   | Rol    | Notas |
| ---- | ------------------------ | ------ | ----- |
| 1978 | Mon premier amour        |        |       |
| 1970 | The Confession           |        |       |
| 1969 | The Madwoman of Chaillot |        |       |
| 1964 | Topkapi                  | Giulio |       |